# Charles Meyer
Charles Meyer (Flensburg, 16 de març de 1868 - Dieppe, França, 31 de gener de 1931) va ser un ciclista danès que va córrer entre 1892 i 1898.
Durant la seva carrera esportiva aconseguí 3 victòries.

## Palmarès
- 1893
  - 1r a la París-Trouville
  - 1r a Amiens-Dieppe
- 1895
  - 1r a la Bordeus-París
  - 1r a la París-Royan
- 1896
  - 1r a la París-Royan